# Erna Appelt
Erna Appelt (geb. 1951 in Graz) ist eine österreichische Politikwissenschaftlerin und Frauen- und Geschlechterforscherin. 

## Leben
Erna Appelt wurde 1951 in Graz geboren und studierte an der Hochschule für Musik und darstellende Kunst in Wien das Konzertfach Viola sowie an der Universität Salzburg auf Lehramt Germanistik und Geschichte. 1984 promovierte sie im Fach Wirtschafts- und Sozialgeschichte an der Universität Wien. 1988 erhielt sie das Diplom der Soziologie am Institut für Höhere Studien. Ihre wissenschaftliche Laufbahn begann Appelt 1989 an der Universität Innsbruck als Universitätsassistentin am Institut für Politikwissenschaft, wo sie sich 1995 an der sozial- und wirtschaftswissenschaftlichen Fakultät mit einer Habilitationsschrift über Staatsbürgerschaft und soziales Geschlecht habilitierte. Im selben Jahr wurde sie Assistenzprofessorin und 1997 außerordentliche Professorin. 2010 folgte die Ernennung zur Universitätsprofessorin. Seit 2016 ist Appelt pensioniert.
Erna Appelts Forschungsschwerpunkte liegen im Bereich der politikwissenschaftlichen Frauen- und Geschlechterforschung, insbesondere der feministischen Staats- und Demokratietheorie, der Gleichstellungspolitiken und Care-Studies. Sie war maßgeblich für die strukturelle Etablierung der Gender Studies an der Universität Innsbruck verantwortlich, initiierte den interfakultären Forschungsschwerpunkt „Geschlechterforschung: Identitäten – Diskurse – Transformationen“ (2005–2009) und die interfakultäre Forschungsplattform (2008–2013) gleichen Namens, deren Sprecherin sie war. Ebenso begründete sie das interfakultäre Masterstudium „Gender, Kultur und sozialer Wandel“ (ab 2010) mit. 2013 erhielt sie für ihre Verdienste um die Politikwissenschaft und die österreichische Frauen- und Geschlechterforschung die Verdienstmedaille des Landes Tirol und 2023 den Gabriele-Possanner-Staatspreis (Würdigungspreis).

## Publikationen (Auswahl)

### Monografien

#### Als Autorin
- mit Monika Jarosch und Klaudia Resch: Frauen in den Arge-Alp Ländern. Eine Studie über die rechtliche und faktische Situation von Frauen in den Arge-Alp-Ländern. Hrsg. von der Autonomen Provinz Bozen in Zusammenarbeit mit der Arbeitsgemeinschaft Alpenländer, Bozen 2003.
- Geschlecht, Staatsbürgerschaft, Nation. Politische Konstruktionen des Geschlechterverhältnisses in Europa. Campus, Frankfurt/M./New York 1999. ISBN 9783593359984.
- Von Ladenmädchen, Schreibfräulein und Gouvernanten 1900–1934 [d. weibl. Angestellten Wiens zwischen 1900 u. 1934]. Verlag für Gesellschaftskritik, Wien 1985. ISBN 9783900351410.

#### Als Herausgeberin
- mit Elisabeth Grabner-Niel, Marion Jarosch und Michaela Ralser: Identitäten verhandeln – Identitäten de/konstruieren. Innsbruck University Press, Innsbruck 2015. ISBN 9783902936905.
- mit Eva Fleischer und Max Preglau: Elder Care: intersektionelle Analysen der informellen Betreuung und Pflege alter Menschen in Österreich. StudienVerlag, Innsbruck/Wien 2014. ISBN 9783706553483.
- Interdisziplinäre Perspektiven der Geschlechterforschung. Innsbruck University Press, Innsbruck 2013. ISBN 9783902936028.
- mit Brigitte Aulenbacher und Angelika Wetterer: Gesellschaft: feministische Krisendiagnosen. Westfälisches Dampfboot, Münster 2013. ISBN 9783896912374.
- mit Max Preglau, Maria Heidegger und Maria Wolf: Who cares? Betreuung und Pflege in Österreich eine geschlechterkritische Perspektive. StudienVerlag, Innsbruck/Wien/Bozen 2010. ISBN 9783706548045.
- Gleichstellungspolitik in Österreich: eine kritische Bilanz. StudienVerlag, Innsbruck 2009. ISBN 9783706518574.
- mit Alexandra Weiss: Globalisierung und der Angriff auf die europäischen Wohlfahrtsstaaten. Argument-Verlag, Hamburg 2006. ISBN 9783886192793.
- Karrierenschere: Geschlechtsverhältnisse im österreichischen Wissenschaftsbetrieb. LIT-Verlag, Wien 2004. ISBN 9783825876050.
- Demokratie und das Fremde: Multikulturelle Gesellschaften als demokratische Herausforderung des 21. Jahrhunderts. Studien Verlag, Innsbruck 2001. ISBN 9783706514316.
- mit Birgit Sauer: Schwerpunktthema: Globalisierungsmythen: feministische Perspektiven. Nomos, Baden-Baden 2001.
- mit Monika Jarosch: Combating Racial Discrimination: Affirmative Action as a Model for Europe. Berg, Oxford 2000. ISBN 9781859733080.
- mit Gerda Neyer: Feministische Politikwissenschaft. Verlag für Gesellschaftskritik, Wien 1994.
- mit Andrea Lösch und Edith Prost: Stille Reserve? Erwerbslose Frauen in Österreich. Verlag für Gesellschaftskritik, Wien 1987. ISBN 9783900351748.

### Zeitschriften
- Mitherausgeberin der Zeitschrift L’Homme. Zeitschrift für Feministische Geschichtswissenschaft (1989–2005)
- Wissenschaftliche Redakteurin und Mitherausgeberin der Österreichischen Zeitschrift für Politikwissenschaft (1994–1998)